# Чистякова Наталія Олександрівна
Наталія Олександрівна Чистякова (3 травня 1920, Петроград — 17 жовтня 2008, Санкт-Петербург) — радянський і російський антикознавець. Доктор філологічних наук, професор кафедри класичної філології Санкт-Петербурзького державного університету.

## Життєпис
Закінчила з відзнакою середню школу № 15 Дзержинського району Ленінграда. У 1938 році вступила до Ленінградського університету і встигла до війни закінчити три курси.
У 1943 році повернулася з евакуації в Ленінград і викладала в школі № 194, а також читала лекції з античної літератури на Вищих курсах політскладу Ленінградського гарнізону.
Після війни екстерном закінчила два курси університету і стала асистентом кафедри класичної філології.
У 1951 році під керівництвом професора Ольги Фрейденберг і академіка Івана Толстого захистила дисертацію на здобуття наукового ступеня кандидата філологічних наук за темою «„Аргонавтика“ Аполлонія Родоського. Ідейні та художні особливості»
Читала лекції з античної літератури в Ленінградському державному педагогічному інституті ім. А. І. Герцена і в Бібліотечному інституті ім. Н.&nbsp;К.&nbsp;Крупської.
У 1974 році захистила дисертацію на здобуття наукового ступеня доктора філологічних наук за темою «Грецька епіграматична поезія VIII—III ст. до н. е. Досвід аналізу походження та основних етапів розвитку».
Чоловік-археограф, історик книги Микола Розов (1912—1993), син фольклорист Олександр Розов (роду. 1948).

## Основні роботи

### Дисертації
- Чистякова Н. А. «Аргонавтика» Аполлония Родосского: Автореф. канд. дис. Л. 1954 20 с
- Чистякова Н. А. Греческая эпиграмматическая поэзия VIII—III вв. до н. э. Опыт анализа происхождения и основных этапов развития: Автореф. докт. дис. Л. 1974. 37 с.

### Монографії
- Чистякова Н. А. Греческая литература // История античной литературы: Учебное пособие для университетов. 1963 С. 1-182
- Чистякова Н. А. «Введение» и раздел «Греческая литература» // История античной литературы: Изд. 2-е, перераб. и доп. М. 1971. С. 3-266.
- Чистякова Н. А. «Введение» и раздел «Греческая литература» // История античной литературы / Отв. ред. И. М. Тронский. Изд. 4-е, испр. и доп. М. 1983. 464 с. (разом з В. Н. Ярхо).
- Чистякова Н. А. Греческая эпиграмма VIII-III вв. до н.э. — Л. : Издательство Ленинградского университета, 1983. 216 с.
- Чистякова Н. А. «Введение» и раздел «Греческая литература» // История античной литературы / отв. ред. И. М. Тронский. Изд. 5-е, испр. М. 1988. (разом з В. Н. Ярхо).
- Чистякова Н. А. Эллинистическая поэзия: Литература, традиции и фольклор. — Л. : Издательство Ленинградского университета, 1988. — 280 с.
- Чистякова Н. А. История возникновения и развития древнегреческого эпоса: Курс лекций. СПб. 1999. 124 с.

### Переклади
- Повесть о Скандербере / Отв. ред. И. П. Ерёмин. М.; Л. 1957. 248 с. (серия «Литературные памятники»; разом с М.&nbsp;М.&nbsp;Розовим).
- О возвышенном / Перевод, статьи и комментарии / Отв. ред. Ф. А. Петровский. М.; Л. 1966. 153 с. (серия «Литературные памятники»);
- Аполлоний Родосский. Аргонавтика / Перевод, статьи, комментарии; Отв. ред. М. Л. Гаспаров. М 2000. (серия «Литературные памятники»);

### Складання
- Греческая эпиграмма / Составление текста, статьи, комментарии Отв. ред. М. Л. Гаспаров. Л. 1992. 448 с. (серия «Литературные памятники»);
- Древнегреческая элегия / Составление текста, статьи, комментарии. СПб. 1996. 396 с.